# NFL sezona 1955.
NFL sezona 1955. je 36. po redu sezona nacionalne lige američkog nogometa. 
Sezona je počela 24. rujna 1955. Utakmica za naslov prvaka NFL lige odigrana je 26. prosinca 1955. u Los Angelesu u Kaliforniji na stadionu Los Angeles Memorial Coliseum. U njoj su se sastali pobjednici istočne konferencije Cleveland Brownsi i pobjednici zapadne konferencije Los Angeles Ramsi. Pobijedili su Brownsi rezultatom 38:14 i osvojili svoj treći naslov prvaka NFL-a.

## Poredak po divizijama na kraju regularnog dijela sezone
| Istočna konferencija |     |     |     |      |     |     |
| Momčad               | Pob | Por | Ner | %    | P+  | P-  |
| Cleveland Browns*    | 9   | 2   | 1   | 81,8 | 349 | 218 |
| Washington Redskins  | 8   | 4   | 0   | 66,7 | 246 | 222 |
| New York Giants      | 6   | 5   | 1   | 54,5 | 267 | 223 |
| Chicago Cardinals    | 4   | 7   | 1   | 36,4 | 224 | 252 |
| Philadelphia Eagles  | 4   | 7   | 1   | 36,4 | 248 | 231 |
| Pittsburgh Steelers  | 4   | 8   | 0   | 33,3 | 195 | 285 |

| Zapadna konferencija |     |     |     |      |     |     |
| Momčad               | Pob | Por | Ner | %    | P+  | P-  |
| Los Angeles Rams*    | 8   | 3   | 1   | 72,7 | 260 | 231 |
| Chicago Bears        | 8   | 4   | 0   | 66,7 | 294 | 251 |
| Green Bay Packers    | 6   | 6   | 0   | 50,0 | 258 | 276 |
| Baltimore Colts      | 5   | 6   | 1   | 45,5 | 214 | 239 |
| San Francisco 49ers  | 4   | 8   | 0   | 33,3 | 216 | 298 |
| Detroit Lions        | 3   | 9   | 0   | 25,0 | 230 | 275 |

Napomena: * - pobjednici konferencije, % - postotak pobjeda, P± - postignuti/primljeni poeni

## Prvenstvena utakmica NFL-a
- 26. prosinca 1955. Los Angeles Rams - Cleveland Browns 14:38

## Statistika

### Statistika po igračima

#### U napadu
- Najviše jarda dodavanja: Jim Finks, Pittsburgh Steelers - 2270
- Najviše jarda probijanja: Alan Ameche, Baltimore Colts - 961
- Najviše uhvaćenih jarda dodavanja: Pete Pihos, Philadelphia Eagles - 864

#### U obrani
- Najviše presječenih lopti: Will Sherman, Los Angeles Rams - 11

### Statistika po momčadima

#### U napadu
- Najviše postignutih poena: Cleveland Browns - 349 (29,1 po utakmici)
- Najviše ukupno osvojenih jarda: Chicago Bears - 359,7 po utakmici
- Najviše jarda osvojenih dodavanjem: Philadelphia Eagles - 206,0 po utakmici
- Najviše jarda osvojenih probijanjem: Chicago Bears - 199,0 po utakmici

#### U obrani
- Najmanje primljenih poena: Cleveland Browns - 218 (18,2 po utakmici)
- Najmanje ukupno izgubljenih jarda: Cleveland Browns - 236,8 po utakmici
- Najmanje jarda izgubljenih dodavanjem: Pittsburgh Steelers - 107,9 po utakmici
- Najmanje jarda izgubljenih probijanjem: Cleveland Browns - 99,1 po utakmici

## Vanjske poveznice
- Pro-Football-Reference.com, statistika sezone 1955. u NFL-u
- NFL.com, sezona 1955.